# Mandjak
El mandjak (manjac, mandjac, manjaku, manjanku) és una llengua africana del grup de les llengües bak, parlat pels manjacs a Guinea Bissau, Gàmbia, Senegal i França. A Senegal gaudeix d'una escriptura codificada i des de 2002 l'estatut llengua nacional. En 2006 el nombre total de parlants és estimat en 315.300, d'ells 184.000 a Guinea Bissau, 105.000 al Senegal i 26.300 a Gàmbia.

## Dialectes
Alguns dialectes són tan diferents que sovint són considerades llengües diferents:
- Bok (Babok, Sarar, Teixeira Pinto, Tsaam)
- Likes-Utsia (Baraa, Kalkus)
- Cur (Churo)
- Lund
- Yu (Pecixe, Siis, Pulhilh)
- Unhate (Binhante, Bissau)